# سلکتسیونویه (سرزمین آلتای)
سلکتسیونویه (به لاتین: Selektsionnoye) یک منطقهٔ مسکونی در روسیه است که در سرزمین آلتای واقع شده‌است.